# Àcid floiònic
L'àcid floiònic, de nom sistemàtic àcid 9,10-dihidroxioctadecandioic, és un àcid dicarboxílic amb de cadena lineal amb devuit àtoms de carboni, dos grups funcionals hidroxil, {\displaystyle {\ce {C-OH}}}, als carbonis 9 i 10, la qual fórmula molecular és {\displaystyle {\ce {C18H34O6}}}. En bioquímica és considerat un àcid gras rar.

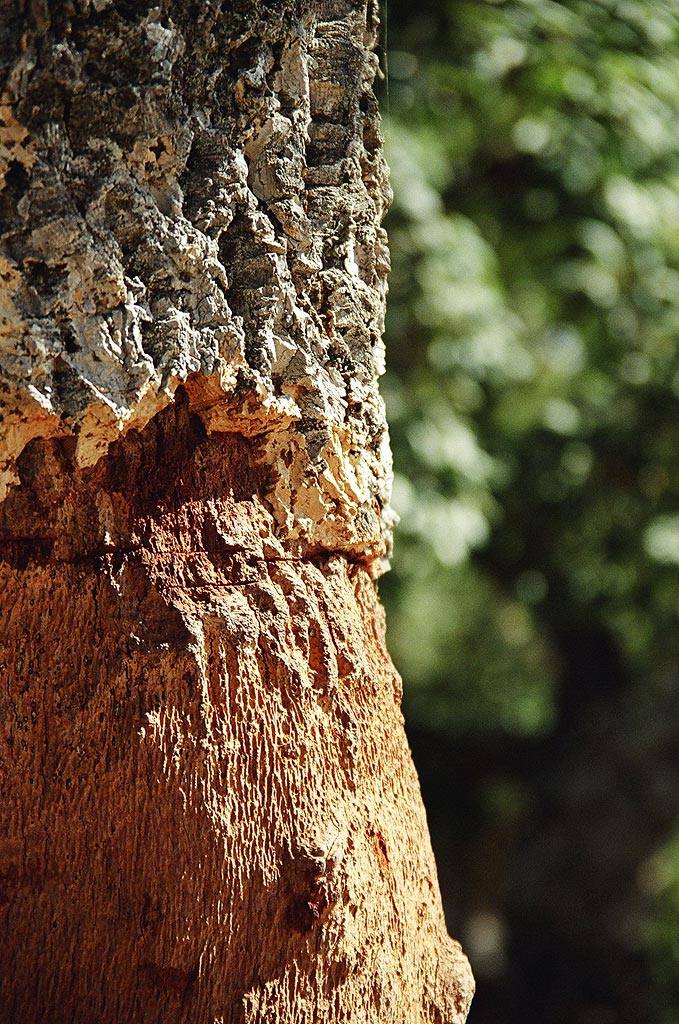
L'escorça de la surera s'arranca per fer suro

A temperatura ambient és un sòlid, el qual punt de fusió és 123,5–124,5 °C. Fou aïllat per primera vegada el 1931 del suro per Fritz Zetsche i Guido Sonderegger. L'etimologia de floiònic prové del grec φλοιός, phloiós, escorça, i -ic perquè és un àcid carboxílic.